# Novosofiivka, Vilneansk
Novosofiivka (în ucraineană Новософіївка) este un sat în comuna Drujeliubivka din raionul Vilneansk, regiunea Zaporijjea, Ucraina.

## Demografie
Componența lingvistică a localității Novosofiivka
     Ucraineană (84,15%)
     Rusă (15,61%)
Conform recensământului din 2001, majoritatea populației localității Novosofiivka era vorbitoare de ucraineană (84,15%), existând în minoritate și vorbitori de rusă (15,61%).